# Projecte de llei
Un  projecte de llei, en termes generals, és la proposta de llei presentada davant l'òrgan legislatiu competent (Congrés o Parlament), i que aquest encara no ha aprovat o ratificat.
La forma, tramitació, aprovació o legitimació per realitzar projectes de llei dependrà de l'ordenament jurídic de cada Estat i, en particular, del que disposa la seva Constitució. De vegades, com a Espanya, es pot fins i tot arribar a diferenciar entre projecte de llei i altres figures afins com la  proposició de llei, en funció de l'organisme del qual emana.

## Regulació per països

### Xile
A Xile, els projectes de llei poden tenir el seu origen en el President de la República o ser producte d'una iniciativa d'un membre del Congrés Nacional.
Es denomina "Missatge" al projecte de llei que és una iniciativa del President de la República. La Constitució Política de Xile estableix la iniciativa exclusiva del President de la República respecte de certes matèries. Mentre es diu "Moció" al projecte de llei que té l'origen en una iniciativa dels membres del Congrés. Les mocions no poden ser signades (patrocinades) per més de deu diputats ni per més de cinc senador és.

### Espanya
La Constitució espanyola de 1978 regula el procés d'elaboració de les lleis a l'Estat espanyol i, en particular, les diferents formes d'iniciativa legislativa es recullen en els articles 86-88.
La Constitució espanyola distingeix entre projecte de llei i proposició de llei. La diferència fonamental entre l'una i l'altra rau en l'òrgan que les presenta. En aquest sentit, els projectes de llei són únicament els que són presentats pel Govern. Les proposicions de llei són presentades pel Congrés dels Diputats (art. 87.1), pel Senat (art.87.1), per les assemblees de les CCAA (art.87.2) o per una secció de l'electorat (art.87.3); d'aquesta última iniciativa, se'n diu iniciativa legislativa popular.
El projecte de llei té preferència davant les proposicions de llei. El projecte de llei ha de ser presentat a la mesa del Congrés juntament amb una exposició que justifiqui la llei i els informes corresponents.